# Payne Stewart Award
De Payne Stewart Award is een onderscheiding die door de Amerikaanse PGA Tour wordt uitgereikt ter herinnering aan World Golf Hall of Famer Payne Stewart. Hij wordt toebedacht aan de speler die respect toont voor de tradities van golf en die door zijn gedrag en presentatie hiervan uiting geeft.

## Winnaars[2]
- 2000:  Byron Nelson,  Jack Nicklaus,  Arnold Palmer
- 2001:  Ben Crenshaw
- 2002:  Nick Price
- 2003:  Tom Watson
- 2004:  Jay Haas
- 2005:  Brad Faxon
- 2006:  Gary Player
- 2007:  Hal Sutton
- 2008:  Davis Love III[3]
- 2009:  Kenny Perry[4]
- 2010:  Tom Lehman[5]
- 2011:  David Toms[6]
- 2012:  Steve Stricker
- 2013:  Peter Jacobsen
- 2014:  Nick Faldo
- 2015:  Ernie Els
- 2016:  Jim Furyk
- 2017:  Stewart Cink
- 2018:  Bernhard Langer
- 2019:  Zach Johnson
- 2020:  Hale Irwin